# الاغوز
الاغوز هي قرية في مقاطعة شاهين دج، إيران. عدد سكان هذه القرية هو 276 في سنة 2006.